# 武康县
武康县，古称余英，是中国旧县名，为今天浙江省德清县的一部分。

## 历史沿革
- 晋太康元年（公元280年），改永安县为武康县，隶吴兴郡。
- 唐天授二年（公元691年）析武康东境17乡立武源县，后又更名德清县。此后武康、德清两县长期并存。1958年两县合并，名德清县，县治在城关镇（今乾元镇）。1994年县治搬至武康镇。